# Neoluederitzia sericeocarpa
Neoluederitzia sericocarpa là một loài thực vật thuộc họ Zygophyllaceae. Đây là loài đặc hữu của Namibia. Môi trường sống tự nhiên của chúng là đầm nước ngọt có nước theo mùa.